# Wigan
Wigan est une ville située dans le Grand Manchester (Greater Manchester) en Angleterre. Elle se trouve près de la rivière Douglas, à 21,4 kilomètres (15 miles) au sud de Preston, à 26,6 kilomètres (16,5 miles) au nord-ouest de Manchester et à 28 kilomètres (17,4 miles) au nord-est de Liverpool. Wigan est la plus grande ville du Metropolitan Borough of Wigan. C’est aussi son centre administratif. La ville de Wigan compte une population de 81 203 habitants en 2001. La totalité du borough en compte 305 600.
Historiquement, Wigan fait partie du Lancashire. Durant, l’Antiquité, la ville se trouvait sur le territoire des Brigantes, une ancienne tribu celtique qui contrôlait le Nord de l’Angleterre. Les Brigantes furent envahis durant les conquêtes romaines au Ier siècle apr. J.-C. Il est aujourd’hui affirmé que l’emplacement du camp romain de Coccium se trouve sur la ville actuelle de Wigan. La ville s’intègre dans un borough en 1246 en vertu d'une charte du roi Henri III d'Angleterre. À la fin du Moyen Âge, c’était l’un des quatre boroughs dans le Lancastre à posséder les chartes royales ; les autres étant Lancaster, Liverpool et Preston.
Durant la révolution industrielle, Wigan fait face à une expansion économique importante et à une rapide augmentation de la population. Quoique la porcelaine et l’horlogerie aient été les principales industries en ville, Wigan est surtout connue pour ses industries et ses mines de charbon. La première mine de charbon est ouverte à Wigan en 1450. Au plus fort de l'exploitation, on compte 1 000 puits à huit kilomètres du centre-ville (5 miles). L’extraction était si intensive que l’un des conseillers municipaux fit cette remarque : « une mine dans l'arrière-cour n’est pas rare à Wigan ». Le charbonnage s’arrêta dans la dernière partie du XXe siècle. En 1974, Wigan devient une partie du Grand Manchester.
Wigan Pier (en), un quai sur le canal entre Leeds et Liverpool, est devenu célèbre grâce à l’écrivain George Orwell. Dans son livre, Le Quai de Wigan (The Road to Wigan Pier), Orwell met en lumière les conditions difficiles de vie et de travail de la population locale dans les années 1930. Avec le déclin de l’activité industrielle dans la région, Wigan Pier avec sa collection d’entrepôts et de quais devient un patrimoine local et un quartier culturel.
Le DW Stadium accueille deux clubs, le Wigan Warriors Rugby League Football Club et le Wigan Athletic Football Club. Ces deux équipes évoluent en première ligue nationale (the top-flight national league). Ces 25 000 sièges en font l’un des meilleurs stades de la ligue de rugby à XIII dans le pays.

## Toponymie
Le nom de la localité est attesté sous les formes Wigan en 1199 ; Wygayn en 1240 et Wygan dans de nombreux documents historiques.
Il peut s'agir d'un toponyme celtique fondé sur le brittonique *wīg « établissement, propriété, exploitation agricole » (gallois tardif gwig) ou encore du nom de personne celtique Wigan employé absolument, un anthroponyme qui correspond au gaulois Vicanus, au vieux gallois Uuicantet au vieux breton Uuicon.

## Histoire
On trouve de fines traces d’activités préhistoriques dans la région. Ces dernières datent principalement  du pré-âge du fer. Cependant des noms celtiques dans la région de Wigan comme Bryn, Makerfield ou Ince, indiquent que la population celtique de Grande-Bretagne était active dans cette région durant l’âge du fer. Les premières personnes ayant établi leur camp dans la région de Wigan sont les Brigantes, une tribu celtique qui contrôlaient une grande partie du nord britannique. Au Ier siècle, la région est conquise par les Romains. À la fin du IIe siècle, l’Itinéraire d’Antonin mentionne un camp romain appelé Coccium à 27 kilomètres (17 miles) du fort romain de Manchester et à 32 kilomètres (20 miles) du fort de Ribchester (Bremetennacum). Bien que les distances soient légèrement excessives, il est très probable que Coccium soit le Wigan romain. Coccium venant du latin peut dériver des mots « coccum » qui signifie « écarlate en couleurs, vêtements écarlates » et « cocus » signifiant « cuisinier ». Les restes d’édifices et d’objets romains retrouvés à Wigan et autour de la ville sont nombreux. De nombreuses pièces de monnaie ont été retrouvées. De même, un temple dédié à Mithra fut découvert sous l’église paroissiale ainsi que les restes d’un probable fort romain à Ship Yard. Le plus impressionnant reste la découverte d’un mansio, un hôtel romain, avec ses propres hypocaustes et une salle de bain. Malgré la présence évidente d’activités romaines dans la région, il n’y a pas de conclusion évidente que Wigan soit le même site que Coccium. Il a été suggéré que celui-ci se trouvait à Standish, au nord de Wigan.
Durant la période anglo-saxonne, la région était probablement sous le contrôle  des Northumbriens puis des Merciens. Au début du Xe siècle, des Scandinaves venant d’Irlande ont envahi la région. C’est peut-être pour cela que certains habitants de Wigan portent aujourd’hui  des noms comme «Scholes». Ce dernier dérive du mot scandinave « skali » signifiant « cabane ». Plusieurs rues de Wigan portent des noms d’origine scandinave.

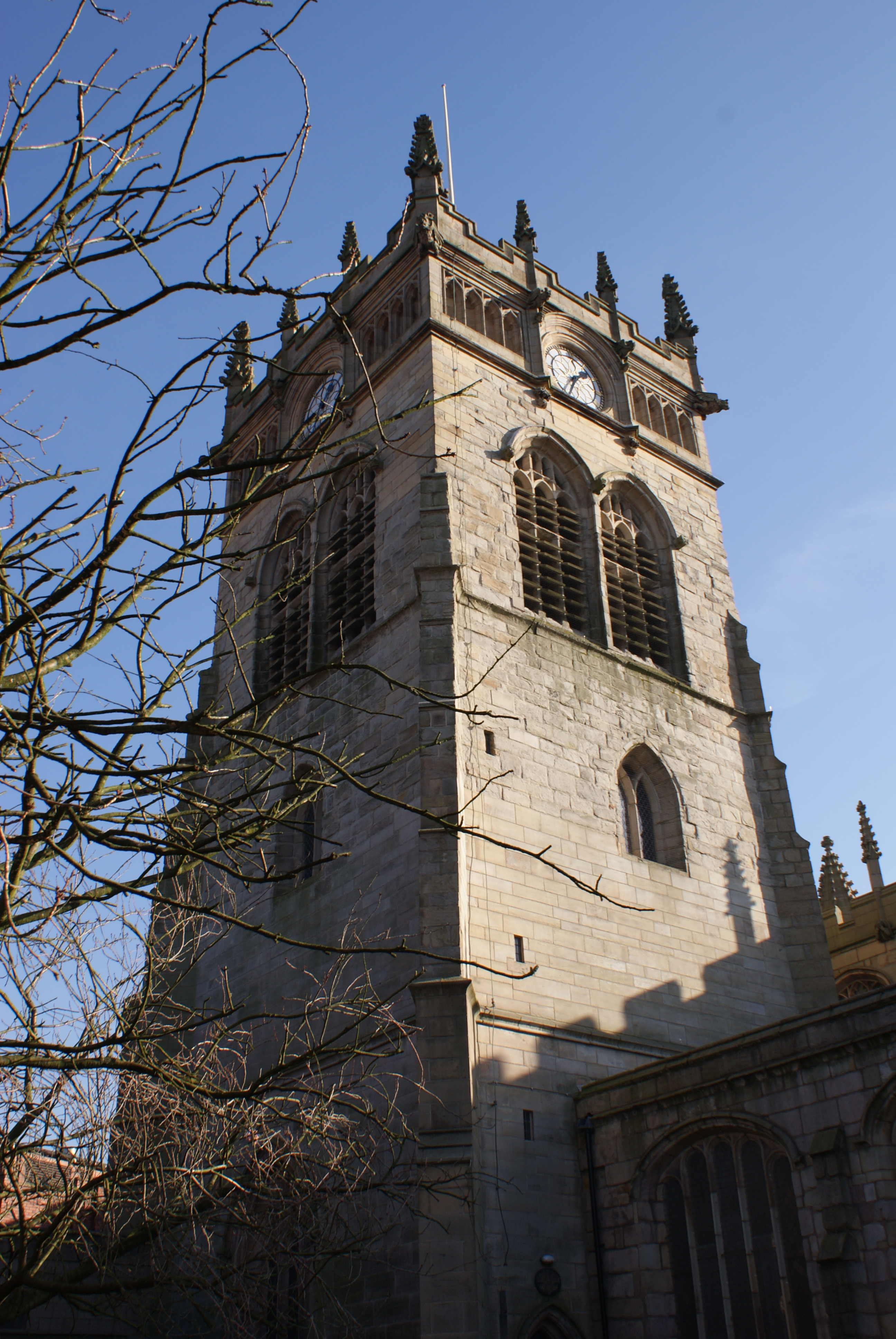
Clocher de l'église paroissiale de Wigan.

Bien que l’église paroissiale de Wigan figure dans Le Livre du Jugement Dernier ou Domesday Book en anglais, l’actuel bâtiment date du XVe siècle. De plus, Wigan n’est pas mentionné dans le Domesday Book, probablement car la ville était incluse dans le baronnie de Neweton (maintenant Newton-le-Willows). Il est cependant sûr que l’église mentionnée dans le manoir de Neweton est l’église paroissiale de Wigan. Les recteurs de l’église paroissiale étaient les châtelains de Wigan et les sous-châtelains de Neweton jusqu’au XIXe siècle. L’enregistrement de Wigan comme un « borough » arrive en 1246. Elle fait suite à une charte du roi Henri III à John Maunsell, le recteur local de l’église et châtelain. Le « borough » est complété par une autre charte en 1257-1258, autorisant les châtelains à tenir un marché tous les lundis et deux foires annuelles.
Édouard II visite Wigan en 1323 dans un effort de stabiliser la région qui fut à l’origine de la rébellion de Banastre en 1315. Édouard resta au prieuré voisin de Upholland et tint sa cour en ville plusieurs jours. Durant la période médiévale, Wigan s’agrandit et s’enrichit. En 1536, l’antiquaire John Leland décrit la ville en disant : « Wigan pavée est grande comme Warrington et mieux construite. Il y a une église paroissiale en ville. Quelques marchands, quelques artisans et quelques fermiers. »
Durant la guerre civile anglaise, la population était royaliste. James Stanley, 7e comte de Derby qui était un important et influent royaliste, fait de Wigan son quartier général. Malgré les fortifications construites autour de la ville, Wigan est capturée par les forces parlementaires le 1er avril 1643. La reprise en main de la ville se fit en à peine deux heures. La ville fut pillée avant que les défenses soient détruites et les parlementaires retirés. Le comte de Derby était absent lorsque la ville tomba. En 1648, les forces royalistes sous James Hamilton, premier duc de Hamilton, occupèrent Wigan après avoir été battues par Oliver Cromwell à la bataille de Preston. Les soldats pillèrent la ville en se retirant vers Warrington puis firent face à la peste. Cromwell décrira lui-même Wigan comme « une grande et faible ville, et très malveillante ».
La bataille de Wigan Lane se déroula le 25 août 1651 durant  la troisième guerre civile anglaise, entre les Royalistes sous le commandement de James Standley, comte de Derby et une partie de la New Model Army sous le commandement du colonel Robert Lilburne. Les Royalistes furent perdants et bien que Stanley fut blessé, il réussit à s’enfuir. Comme Lord of Mann, il avait enrôlé dix hommes de chaque paroisse dans l’île de Man, 170 au total. David Craine expose : « ceux qui ne sont pas tombés  ont été chassés jusqu’à leur mort à travers toute la campagne ». Un monument sur Wigan Lane fut dressé en mémoire de Sir Thomas Tydesley, un royaliste qui fut tué durant la bataille de Wigan Lane.
Wigan était décrit par Celia Fiennes, une voyageuse, en 1698 comme « une jolie ville de marché construite de pierre et de brique ». En 1720, le moot hall est reconstruit, financé par les membres du « borough ». Il a été utilisé comme mairie. Les toutes premières sources datent du XVe siècle. Préalablement à sa destruction définitive en 1869, le moot hall est reconstruit en 1829.
Le statut de Wigan comme centre de production de charbon, d’ingénierie et de textile durant le XVIIIe siècle.
Menée par la Douglas Navigation dans les années 1740, la canalisation d’une partie de la rivière Douglas et plus tard la déviation du canal Leeds-Liverpool dans les années 1790 à la demande des usines pour transporter le charbon des mines du Lancashire aux usines de Wigan, étaient aussi utilisées pour le transport local de nourriture. Comme ville d'usines, Wigan était un important centre de manufacture de textiles durant la Révolution industrielle. Mais en raison d’un manque de cours d’eau dans la région, ce n’est qu’à partir des années 1800 que les usines de coton commencèrent à se répandre dans la ville. En 1818, il y avait huit filatures de coton dans le Wallgate, une partie de Wigan. En 1818, William Woods introduit le premier métier à tisser dans les usines de coton de Wigan. Ces usines sont vite devenues tristement célèbres pour les conditions de travail difficiles et le travail des enfants. En même temps que Wigan devenait une ville industrielle, la ville devenait un centre de production pour le charbon. Il est enregistré qu’en 1854, il y avait 54 houillères autour de la ville, environ un sixième de toutes les houillères du Lancashire.
Dans les années 1830, Wigan devient une des premières villes en Grande-Bretagne desservie par une voie de chemin de fer ; la ligne avait des connexions avec les gares de Preston, Manchester et Liverpool. Wigan devient une ville de coton à la fin du XIXe siècle et cela jusqu’au milieu du XXe siècle. En 1911, la ville est décrite comme une « ville industrielle… occupée pour la grande partie de la ville, par ses houillères, ses usines…[qui] remplissent l’atmosphère de fumée ». Après la Seconde Guerre mondiale, il y a un boom puis une chute brutale dont l’industrie du textile wiganaise ne se remettra pas. Pendant que l’industrie du coton et l’extraction minière déclinent au XXe siècle, l’ingénierie ne subit aucune récession. La dernière fabrique de coton, May Mill, ferma en 1980.
En 1937, Wigan est mis en évidence par George Orwell avec son livre, Le Quai de Wigan (The Road to Wigan Pier). Avec détails, il décrit les conditions de vie en Angleterre des travailleurs pauvres. Certaines personnes ont constaté que, grâce à la mention de Wigan par Orwell, se serait créé un petit flux touristique avec les années. D’autres n’apprécient pas, considérant que cela laisserait entendre que Wigan ne vaut pas mieux aujourd’hui qu’au temps d’Orwell.

## Politique
L’expression « Wigan Council » réfère à la fois au Conseil municipal du Wigan Borough et à l’administration municipale dans son ensemble. L’administration communale de Wigan est responsable d’un territoire de 200 km2  et d’une population de plus de 305 000 habitants. Issu du regroupement de nombreuses communes, le Wigan borough est un territoire  mi-urbain, mi-rural, dépourvu de véritable unité géographique. Les deux villes principales sont Wigan, qui donne son nom au “borough”, (82 000 habitants) et Leigh (40 000 habitants). Les autres villes importantes sont Tyldesley (28 000 hab.), Ashton-in-Makerfield (28 000 hab.), Golborne (23 000 hab.), Hindley (23 000 hab.), Atherton (20 000 hab.)… Ces villes ont une vie propre et sont séparées les unes des autres par de larges zones rurales. Il ne s’agit donc pas à proprement parler d’une agglomération.
Le Wigan Borough est une des dix administrations municipales du Greater Manchester (Grand Manchester) regroupées au sein de l’Association of Greater Manchester Authorities; cette association, cependant, n’a que peu de pouvoir. Il n’existe pas d’autre véritable administration locale, que ce soit à l’échelon inférieur ou supérieur.
Le maire de Wigan est élu chaque année parmi les membres du Conseil municipal et a eu une fonction uniquement honorifique. Il préside tous les évènements auxquels il assiste à moins que ne soit présent un membre de la famille royale ou le Lord-lieutenant, représentant régional de la Reine. La mairesse est souvent l’épouse du maire, ou bien le maire l’époux de la mairesse. Le maire actuel, Michael Winstanley, est un Conservateur bien que le conseil municipal soit à gauche (Labour/Parti travailliste). Cette année, la mairesse n’est pas l’épouse du maire mais est la conseillère municipale Judith Atherton.
Le Leader du Wigan Council est à la tête du conseil municipal et occupe des fonctions similaires au maire en France (Peter Smith, leader depuis 1991).

## Géographie

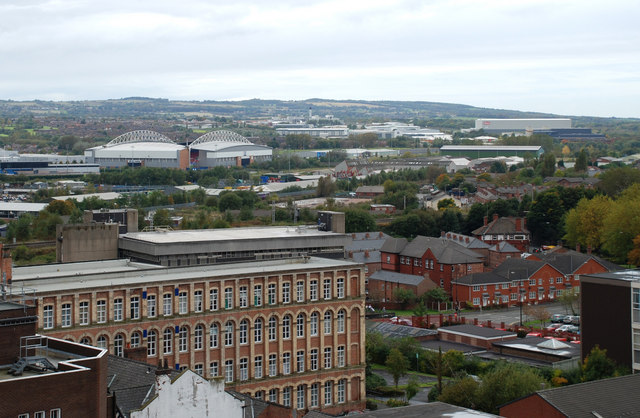
Vue de Wigan depuis le clocher de l'église paroissiale.

Wigan se situe dans le Grand Manchester (Greater Manchester), à 26,6 kilomètres de Manchester et à 28 kilomètres de Liverpool. De plus, elle se situe à 3 heures 40 de Londres[Comment ?] soit 203 miles.
Quartiers de Wigan : Beech Hill • Bull Hey • Pemberton • Platt Bridge • Poolstock • Scholes • Springfield • Swinley • Wallgate • Whelley • Whitley • Worsley Mesnes

## Démographie
| Recensement 2001 RU | Wigan  | Wigan (borough) | Angleterre |
| ------------------- | ------ | --------------- | ---------- |
| Total population    | 81 203 | 301 415         | 49 138 831 |
| Blanc               | 98,8 % | 98,7 %          | 90,9 %     |
| Asiatique           | 0,4 %  | 0,4 %           | 4,6 %      |
| Noir                | 0,1 %  | 0,2 %           | 2,3 %      |

Selon le bureau de statistiques nationaux, au moment du recensement au Royaume-Uni, Wigan avait une population de 81 203 habitants. La densité de population était de 4 430 habitants par kilomètre carré. Au-dessus de 16 ans, 28,9 % sont célibataires (jamais mariés) et 45 % sont mariés. Les 34 069 ménages wiganais incluent : 29,7 % de personnes seules, 38,9 % de personnes mariées et vivant ensemble, 8,5 % de couples vivant ensemble et 10,8 % de parents célibataires avec enfants.
87,7 % de la population se dit chrétien, 0,3 % musulman, 0,2 % hindouiste et 0,1 % bouddhiste. 6,2 % se dit non-croyant. La ville fais partie du diocèse anglican de Liverpool et de l’archidiocèse catholique de Liverpool.
| Évolution de la population à Wigan depuis 1901 | Évolution de la population à Wigan depuis 1901 | Évolution de la population à Wigan depuis 1901 | Évolution de la population à Wigan depuis 1901 | Évolution de la population à Wigan depuis 1901 | Évolution de la population à Wigan depuis 1901 | Évolution de la population à Wigan depuis 1901 | Évolution de la population à Wigan depuis 1901 | Évolution de la population à Wigan depuis 1901 | Évolution de la population à Wigan depuis 1901 | Évolution de la population à Wigan depuis 1901 | Évolution de la population à Wigan depuis 1901 |
| Année                                          | 1901                                           | 1911                                           | 1921                                           | 1931                                           | 1939                                           | 1951                                           | 1961                                           | 1971                                           | 1981                                           | 1991                                           | 2001                                           |
| ---------------------------------------------- | ---------------------------------------------- | ---------------------------------------------- | ---------------------------------------------- | ---------------------------------------------- | ---------------------------------------------- | ---------------------------------------------- | ---------------------------------------------- | ---------------------------------------------- | ---------------------------------------------- | ---------------------------------------------- | ---------------------------------------------- |
| Population                                     | 82 428                                         | 89 152                                         | 89 421                                         | 85 357                                         | 81 662                                         | 84 560                                         | 78 690                                         | 81 152                                         | 88 901                                         | 85 819                                         | 81 203                                         |
| County Borough 1901–1971                       |                                                |                                                |                                                |                                                |                                                |                                                |                                                |                                                |                                                |                                                |                                                |

## Économie
| Comparaison Wigan               | Comparaison Wigan | Comparaison Wigan | Comparaison Wigan |
| ------------------------------- | ----------------- | ----------------- | ----------------- |
| Recensement 2001 RU             | Wigan             | Wigan (borough)   | Angleterre        |
| Population en âge de travailler | 59 215            | 220 196           | 35 532 091        |
| Emplois à temps-plein           | 40,7 %            | 41,7 %            | 40,8 %            |
| Emplois à mi-temps              | 12,7 %            | 11,9 %            | 11,8 %            |
| Emplois indépendants            | 5,3 %             | 6,2 %             | 8,3 %             |
| Chômeurs                        | 3,7 %             | 3,2 %             | 3,3 %             |
| Retraités                       | 14,0 %            | 13,7 %            | 13,5 %            |

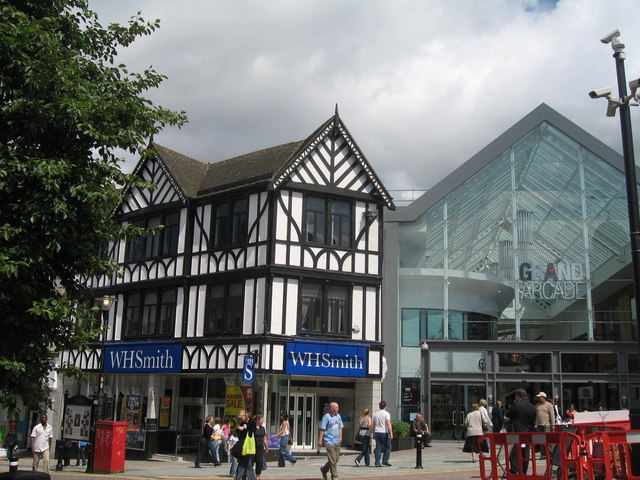
Place du marché et entrée du centre commercial Grand Arcade

Le centre commercial « Grand Arcade » est ouvert depuis le 22 mars 2007. Construit avec £120M, elle fut commencée en 2005 sur le site du Wigan Casino et du The Ritz. La région autour du Pier s’est développée autour d’un projet de 10 ans pour devenir le quartier « Wigan Pier Quarter ». Trencherfield Mill, au centre du développement du Pier, fut réhabilité en maisons, hôtel, restaurant, café, magasins et 200 appartements. Les Galeries Shopping Centre accueillent elles aussi des magasins mais aussi un marché couvert. Un nouveau complexe offrant de nombreux services comme une piscine ludique et sportive va s’ouvrir en septembre 2011.
La chaîne Tote a son siège social à Wigan et crée environ 300 emplois en ville. H.J.Heinz fait partie des plus grands industriels alimentaires d’Europe. Ils ont 220 000 m2 de site à Wigan, ce qui en fait le plus grand site de transport d’aliments en Europe. JJB Sports, une entreprise de vêtements sportifs, fut fondé à Wigan avec le magasin de sport de Johm Jarvis Broughton (devenu JJ Bradburn) qui a été acheté puis étendu par l’homme d’affaires Dave Whelan. Girobank est aussi basé dans la ville. Enfin, le confiseur et producteur Uncle Joe’s Mint Balls se trouve à Wigan.

## Lieux principaux

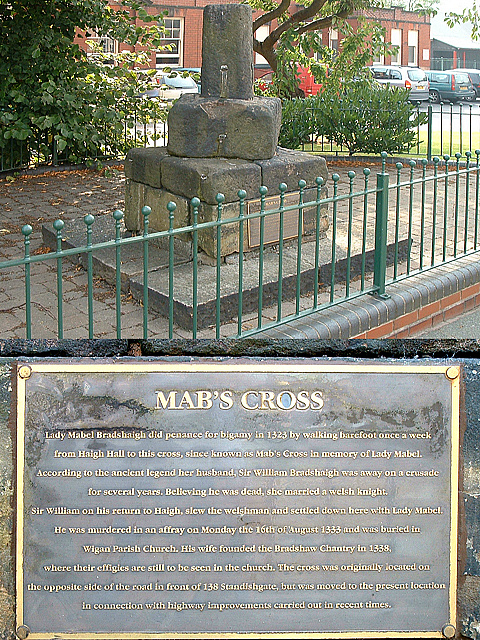
Mab's Cross.

La longue histoire de Wigan se reflète à travers ses 216 monuments classés dont 20 au grade II comme la Mab’s Cross. Il s'agit d'une croix médiévale en pierre datant probablement du XIIIe siècle et entourée d'une légende : Lady Mabel Bradhaw, femme de Sir William Bradshaw, aurait fait pénitence de chez elle (Haigh Hall) à la croix une fois par semaine pieds nus pour avoir été bigame. Il n’y a rien qui prouve que cette légende soit vraie, comme il n’y a rien qui prouve le fait que Lady Mabel Bradhaw était mariée à quelqu’un d’autre que Sir William Bradshaw, et plusieurs aspects de l’histoire sont incorrects. Haigh Hall fut construit entre 1827 et 1840 sur le site médiéval d’un manoir du même nom qui a été démoli en 1820. L’entrée est entourée par 1 km2 de réserve naturelle représentant une région de bois et de parcs.
Dessiné par Hohn McClean, Mesnes Park a ouvert en 1878 ; McClean a été choisi durant une compétition. Un pavillon et un lac se trouvent au centre. L’Heritage Lottery Fund a donné 1,8 million de livres pour rénover le parc et le Wigan Metropolitan Borough Council a donné 1,6 million de livres. Le pavillon et la tribune furent restaurés. Les 12 hectares du Mesnes Park se trouvent au nord-ouest du centre-ville de Wigan. Il reçoit deux millions de visiteurs par an et accueille le Wigan One World Festival.
Le mémorial de guerre a été mis en place en 1925. Créé par Giles Gilbert Scott et fondé grâce à des donations publiques, le monument est maintenant classé au grade II et commémore les soldats wiganais tombés durant la Première Guerre mondiale et d’autres conflits. En 2006, les plaques où les noms étaient écrits ont été volées. Un an plus tard, elles ont été remplacées grâce aux financements de la ville. Il y a aussi un mémorial sur Wigan Lane qui marque l’endroit où Sir Thomas Tydesley est mort en 1651 durant la bataille de Wigan Lane.
Le visage de Wigan, situé dans le centre-ville depuis 2008, est une statue en acier inoxydable d’un visage représentant la ville et tous ses habitants. Créée par le sculpteur Rick Kirby, le visage fait 5,5 mètres de haut et a couté 80 000 livres.
Autres lieux :
- Wigan Pier
- Trencherflied Mill
- Wigan Market Hall
- Wigan Town Hall

## Sports

### Rugby à XIII

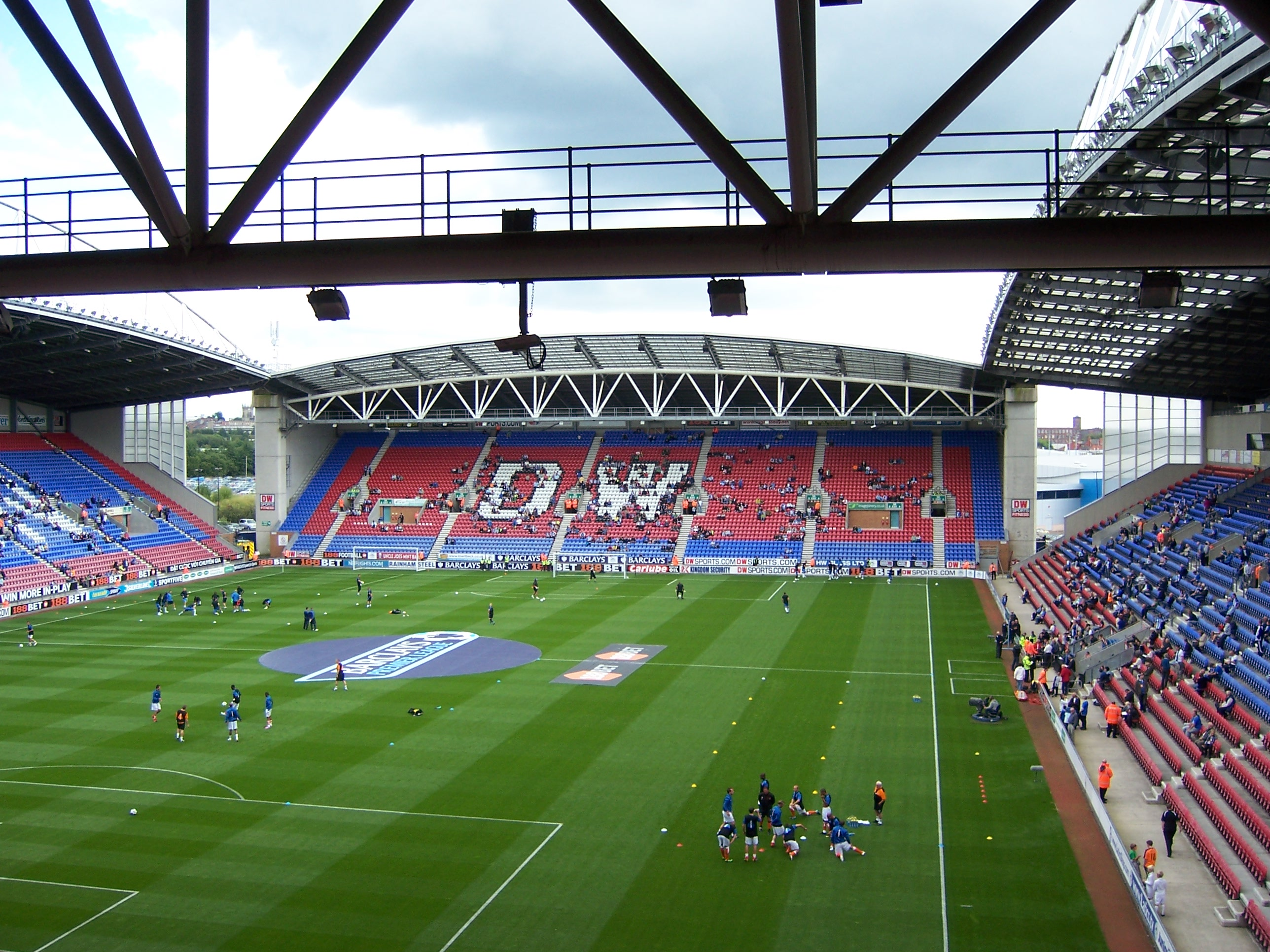
Le DW stadium (août 2010).

Le DW Stadium appartient au club de football de Wigan Athletic, le club le partage avec les Wigan Warriors, club local de rugby à XIII. Il est situé dans le Robin Park. Les 25 000 sièges le placent comme un des meilleurs stades de la rugby à XIII du pays. Il a ouvert en août 1999 et a couté 30 millions. Jusqu’au 1er août 2009, il s’appelait le JJB Stadium puis il est devenu le DW Stadium. Les Wigan Warriors se trouve en Super League et Wigan Athletic joue en League One. La région est ancrée dans la rugby à XIII.

### Football
Le premier club de football professionnel en ville (Wigan borough) fut formé en 1920 et fut l’un des membres fondateurs du Football League Third Division North pour la saison 1921-1922. L’équipe a été retirée de la ligue en 1931-1932. Wigan Athletic Football Club fut formé en 1932 et fut sélectionné en Football League en 1978. le club est promu en Premier League en 2005 et y est resté aujourd’hui, atteignant même la finale du Football League Cup dans ses premières saisons. Le club partage le stage avec le club de rugby Wigan Warriors depuis son ouverture en 1999, après 67 ans de jeu au Springfield Park Stadium. Le vieux stade a été réadapté en lotissements après le départ du club.

### Sports nautiques
La piscine de standard international de Wigan dans le centre-ville est fermée pour rénovation depuis 2010. La piscine doit rouvrir en 2011. Elle a été construite en 1966 et a couté 692 000 livres. Wigan BEST, appelé Wigan Wasps jusqu’en 2004, est le club de natation de la ville. Il a produit des nageurs olympiques comme le médaillé June Croft.

### Sports automobiles
Wigan a eu deux circuits de moto. Poolstock Stadium accueillit les Wigan Warriors jusqu’en 1947. L’équipe s’est déplacée à Fleetwood en 1948, avant de revenir à Poolstock en 1960. Woodhouse lane Stadium fut utilisé brièvement avant les années 1950 quand l’équipe était connue sous le nom des Panthers.

### Autres
Wigan Warlords sont une équipe de hockey, produisant seize champions nationaux et des médailles de bronze européennes. Le club représente des joueurs de tout Wigan et sa région.

## Éducation
Wigan accueille de nombreux collèges et d’instituts d’éducation permanents comme Winstanley College, St. John Rigby College, Runshaw et Wigan and Leigh College. La ville compte aussi un grand nombre d’High Schools, Primary Schools et de Special Schools.

## Culture

### Musique
Wigan est connu pour sa musique populaire depuis  George Formby Senior et George Formby Junior. Ce fut le lieu de naissance du The Eight Lancashire Lads un groupe dansant qui donna ses débuts professionnels au jeune Charlie Chaplin. Un des membres de la troupe était John Willie Jackson, le « John Willie » à qui se référait souvent George Formby dans ses chansons. D’autres groupes locaux ont gagné en importance comme : The Verve, The Railway Children, Witness, The Tamsads, Limahl, ancien leader du groupe de musique Kajagoogoo qui y a d'ailleurs vu le jour fin 1958 et Starsailor. The Verve était l’un des plus importants groupes de rock britanniques des années 1990, trouvant le succès au Royaume-Uni et à l’étranger (participant même aux États-Unis au célèbre festival alternatif de rock  Lollapalooza). Le groupe s’était formé quand ses membres se sont rencontrés au Winstanley College en 1989.
De 1973 à 1981, Wigan Casino fut le lieu hebdomadaire du Northern Soul all-nighters. Les lieux étaient devenus un lieu de danse appelé Empress Ballroom. Wigan Casino a gagné en réputation dans les années 1970 et en 1978 est nommé «meilleur disco du monde » par Billboard, un magazine musical américain. Le bâtiment fut ravagé par les flammes en 1982 et détruit un an plus tard. Ce fut l’inspiration du record de danse enregistré à Wigan en 1989 par Baby Ford.
La ville accueille chaque année, l’été, le Festival international de Jazz  (Wigan International Jazz Festival). Ce dernier attire des performances du monde entier.
Wigan reste un centre populaire de musique pour les jeunes avec un certain nombre de clubs et pubs alternatifs dans le centre-ville. La ville possède aussi une association nommée Collective qui existe pour promouvoir la scène et aider les musiciens et groupes locaux. Ils accueillent des concerts au The Tudor mais aussi d’autres activités comme le festival annuel Haigh Hall Music, qui  a attiré autour de 7 000 personnes en 2007. Collective offre aussi des sessions d’enregistrement et donne des conseils aux jeunes musiciens. Au début des années 1990, The Dent était un lieu populaire pour des groupes comme Green Day qui venu y jouer. The Lux Club était un lieu populaire durant les années 2000, avant qu’il ne soit démoli. La ville est aujourd’hui un lieu d’accueil pour des concerts de groupes locaux comme : The Tudor, Club Nirvana, Kings Electric, The Boulevard, The Waiting Room et The Swinley. Le NXNW ont accueilli le Wigan Festival of Art. Le Collective n’est pas une organisation marketing et le festival se déroule dans différents lieux de la ville.

### Pie-eaters
La spécialité de la ville est le potatoes pie, une petite tarte à la pomme de terre et à la viande. Wigan accueille ainsi chaque année le World Pie Eating Championship, tenu en général au Harry’s Bar sur Wallgate. La compétition existe depuis 1992 et en 2007 une option végétarienne a été mise en place. Les Wiganais sont parfois définis comme des « mangeurs de tartes ». Ce nom date de la grève générale de 1926 quand les mineurs wiganais ont été affamés pour travailler et qu’ils ont dû manger métaphoriquement leur « tarte humble » (humble pie).

## Transports
Wigan se trouve au point de rencontre de deux A-roads, l’A49 et A577 qui relient la M6, la M61 et la M58. L’augmentation du trafic ces dernières années a abouti à l’encombrement des routes principales. Cette situation est liée à l’aspect géographique de la ville avec ses vallées fluviales et ses lignes de chemin de fer qui empêchent le développement routier.

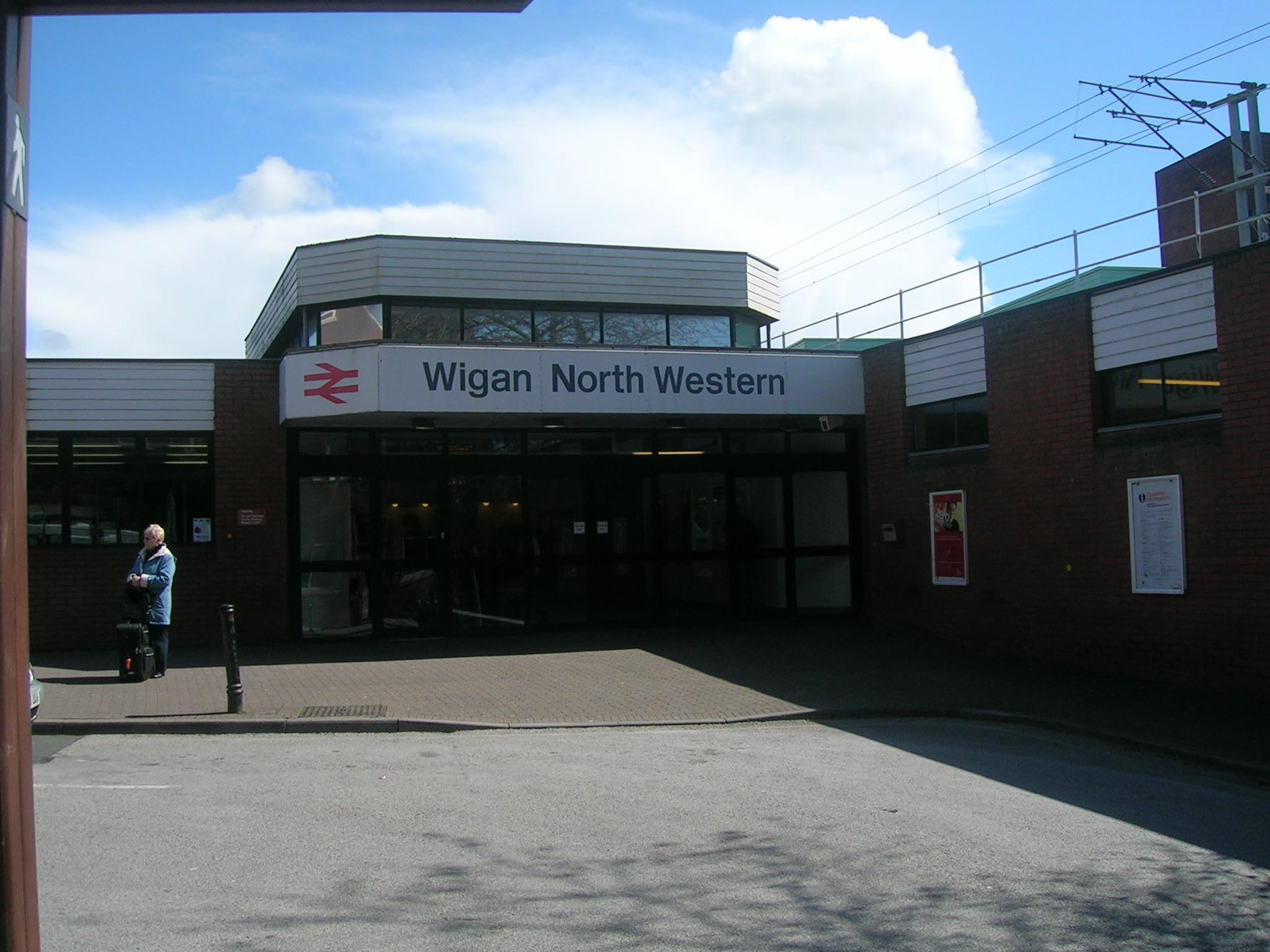
Gare de Wigan North Western

Il y a deux gares dans le centre-ville de Wigan. Wigan North Western est sur le trajet nord-sud du West Coast Main Line. Virgin Trains met à disposition des trains express vers London Euston, Birmingham, Lancaster, Carlisle, Édimbourg et Glasgow. Northern Rail possède des trains pour Preston et Blackpool et un service régulier sur la ligne pour St Helens et Liverpool Lime Street. Wigan Wallgate dessert les lignes vers l’est et l’ouest de Wigan. Northern Rail possède des trains pour Southport et Kirkby (avec une connexion pour Liverpool Central et Merseyrail system) Un service fréquent opère aussi pour Bolton et Manchester (Victoria et Piccadilly) avec une grande partie des trains qui continuent jusqu’à d’autres destinations comme Manchester Airport, Stockport, Rochdale. La gare de Pemberton dessert la région de Pemberton.
Des bus locaux coordonnés par Greater Manchester Passenger Transport Executive (GMPTE) et partant de la gare routière en centre-ville, desservent Wigan et sa région. La gare routière est aussi desservie par National Express pour les grandes distances. D’autres compagnies fonctionnent dans la région comme First Manchester, Arriva, South Lancs Travel, Wigan Buses LTD et Stagecoach North West.
Wigan est sur le canal entre Leeds et Liverpool incarné par le Wigan Pier. Il y a aussi une branche du canal de Wigan à Leigh, avec une connexion au canal de Bridgewater liant Wigan à Manchester.

## Jumelage
- Angers (France) depuis 1988